# Гутьеррес, Алан
Алан Гутьеррес (исп. Alan Gutiérrez; 26 апреля 1977, Мехико, Мексика) — мексиканский актёр театра и кино, писатель, продюсер, режиссёр и сценарист.

## Биография
Родился 26 апреля 1977 года в Мехико. С детства страдал сильным ожирением, поэтому в своих первых телесериалах выглядел чересчур толстым, позже начал бороться со своим лишним весом и вес пришёл в норму. В мексиканском кинематографе дебютировал в 1986 году в возрасте 9-ти лет в телесериале Гора страдания, где он сыграл небольшую роль мальчика, спустя шесть лет сыграл свою звёздную роль, подростка-хулигана Росендо в телесериале Дедушка и я и с тех пор принял участие в 22 работах в кино в качестве актёра, продюсера, режиссёра и сценариста. Параллельно играл также в театре в спектаклях Вазелин, Дедушка и я в роли подростка-хулигана Росендо (там приняли участие все актёры одноимённого телесериала и в этих же ролях), Домашнее задание и Красные теннисные туфли.
После окончания школы получил степень бакалавра коммуникационных наук в институте Tec de Monterrey, а также имеет степень магистра маркетинга и докторскую степень в области образования. В Гаванском университете он изучал «Производство документального видео». В Нью-Йорке прошёл полный курс киноискусства в Нью-Йоркской киноакадемии, а также курс «Актерская режиссура» в Актёрской студии Джудит Уэстон в городе Гавана, Лос-Анджелес.
За свою карьеру он был удостоен нескольких кинематографических, театральных наград, а также одной педагогической награды, среди которых выделяются следующие: Borrego de Oro, La Unión de Críticos y Cronistas de Teatro, Palmas de Oro и Sol de Oro
В 2021 году выступил исполнительным продюсером фильма «Веселые тексты» для североамериканского канала Lifetime. Режиссёр, продюсер и сценарист фильма «Синкопа». Он является партнёром-учредителем кино- и телепроизводственной компании Aazworks, для которой он снял, написал и продюсировал телесериал «A2D3» в 2011 году, премьера которого состоялась на канале Estrella TV в США. Он является ведущим профессором кино в Тек-де-Монтеррей, регион Мехико, входит в десятку лучших профессоров факультета коммуникаций и цифрового искусства. Он также получил призвания: «Вдохновляющий учитель 2017» и «Лучший учитель 2018».

## Фильмография

### Актёр

#### Телесериалы
- 1985—2007 — Женщина, случаи из реальной жизни
- 1986 — Гора страдания (нет в титрах)
- 1987-94 — Отец-одиночка
- 1991 — Бандиты — Мартин.
- 1992 —
  - Дедушка и я — Росендо.
  - Должен был быть ты — Форд Белтран.
- 1994-96 — Розовые шнурки — Херонимо.
- 1996 — Тень другого — Иван Лаварта (в подростковом возрасте).
- 2000-01 — Первая любовь — Энрике.
- 2002-03 — Класс 406 — Пабло Сандоваль.
- 2004-09 — Секреть — Перро (+ сценарист).
- 2003 — Снова упасть — Адольфо Руис.

#### Фильмы
- 2003 — Первая любовь... три года спустя — Энрике.
- 2012 — Скрытая луна — Мемо.
- 2016 — Чистая кровь — Хави.
- 2018 —
  - Враждебная среда — Мужчина/Сеньор де ла Каса (+ продюсер, режиссёр и сценарист).
  - Дьявол знает больше, потому что он стар — Ассистент директора театра.
- 2019 — Как упал с небес — Чема.
- 2020 — Маленькая жизнь — Антонио (+ продюсер).

### Продюсер

#### Фильмы
- 2015 — Демоноид 1971
- 2019 — Грандиозный дебют (+ режиссёр и сценарист)
- 2022 — Рождественский чат